# Charmoy (Aube)
Charmoy település Franciaországban, Aube megyében. Lakosainak száma 63 fő (2022. január 1.). Charmoy Avant-lès-Marcilly, Bourdenay, Fay-lès-Marcilly és Trancault községekkel határos.

## Népesség
A település népessége az elmúlt években az alábbi módon változott:
| Lakosok száma | 51   | 62   | 57   | 59   | 78   | 81   | 70   | 65   | 65   | 63   |
|               | 1968 | 1982 | 1990 | 2006 | 2013 | 2015 | 2017 | 2019 | 2020 | 2022 |